# Pastinaca trysia
Pastinaca trysia är en flockblommig växtart som beskrevs av Otto Stapf och Richard von Wettstein. Pastinaca trysia ingår i släktet palsternackor, och familjen flockblommiga växter. Inga underarter finns listade i Catalogue of Life.